# Su veneno
«Su Veneno» es el tercer sencillo del noveno álbum The Last del  grupo de bachata Aventura. Esta canción se llegó a posicionar en el n.º 4 en una de las listas.

## Vídeo musical
El video musical comienza con Anthony en una taberna con una guitarra cantando la canción, pero como bolero. Después llega una mujer la cual cruza miradas con él mientras sigue cantando.
Al final del video Romeo se pelea con los demás hombres que la pretenden, pero termina perdiendo la pelea y resignándose.

## Posiciones en listas
| Lista (2009)                     | posición más alta |
| -------------------------------- | ----------------- |
| Billboard Heatseekers Songs      | 22                |
| Billboard Hot Latin Tracks       | 4                 |
| Billboard Latin Pop Airplay      | 6                 |
| Billboard Latin Tropical Airplay | 1                 |